# Brennica
Brennica – górska rzeka w Polsce, w województwie śląskim, pierwszy większy prawobrzeżny dopływ Wisły. Długość 16,8 km, średni spadek 2,8%. Jedna z głównych rzek Beskidu Śląskiego.
Źródła Brennicy znajdują się w Brennej na wysokości ok. 800 m n.p.m., na południowych zboczach Stołowa. Spływając początkowo w kierunku południowym, Brennica zatacza następnie szeroki łuk w prawo i od ujścia do niej Leśnicy płynie już w kierunku północno-zachodnim. Uchodzi do Wisły na granicy Górek Wielkich i Harbutowic, ok. 2,5 km na południe od Skoczowa, na wysokości 303 m n.p.m.
Rzeka charakteryzuje się dużą zmiennością wodostanów i w przeszłości często wylewała. Do 1918 r. nie była praktycznie regulowana. Prace na planowanej długości 12 km prowadzono w okresie międzywojennym. Pierwsze 4 km jej dolnego biegu na terenie Górek Wielkich uregulowano i obwałowano kosztem 527,5 tys. złotych do 1928 r. Zatrudnieni przy pracach regulacyjnych robotnicy byli w 1936 r. organizatorami wielkiego strajku okupacyjnego, którego celem było wywalczenie lepszych warunków pracy i płac. Bieg środkowy rzeki na terenie Brennej uregulowany został w latach 70. XX w. W tym samym czasie rozpatrywany był pomysł budowy zapory wodnej na Brennicy, z usytuowaniem w dolnej części wsi – jak dotychczas bez dalszych kroków.
Nazwa rzeki, podobnie jak wsi Brenna, pochodzi od zaginionego dziś słowa breń, oznaczającego błoto, glinę, bagno (od starosłowiańskiego pierwiastka brenije – oznaczające glinę, błoto, bagnisty grunt.

## Charakterystyka rzeki
Wg danych z posterunku na Brennicy w Górkach Wielkich z lat 1956-1990:
- NNQ – najniższy obserwowany przepływ – 0,04 m³/s;
- SSQ – średni obserwowany przepływ – 1,92 m³/s;
- WWQ – najwyższy obserwowany przepływ – 276 m³/s;
- NNW – najniższy obserwowany stan wody – 103 cm;
- SSW – średni stan wody ze średnich rocznych – 168 cm;
- WWW – najwyższy obserwowany stan wody – 301 cm;
- stan ostrzegawczy – 220 cm;
- stan alarmowy – 260 cm.

## Galeria

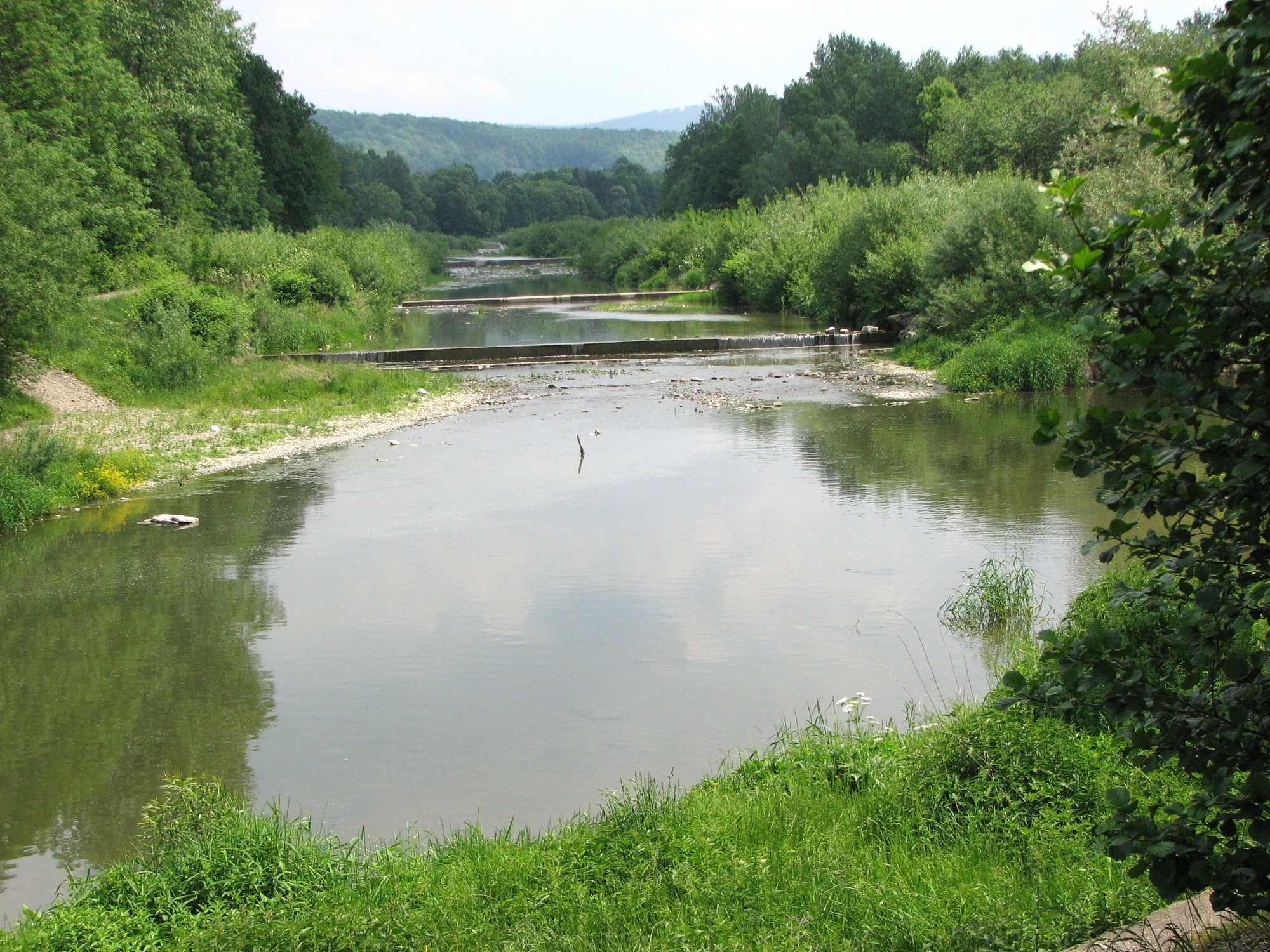
Ujście Brennicy do Wisły
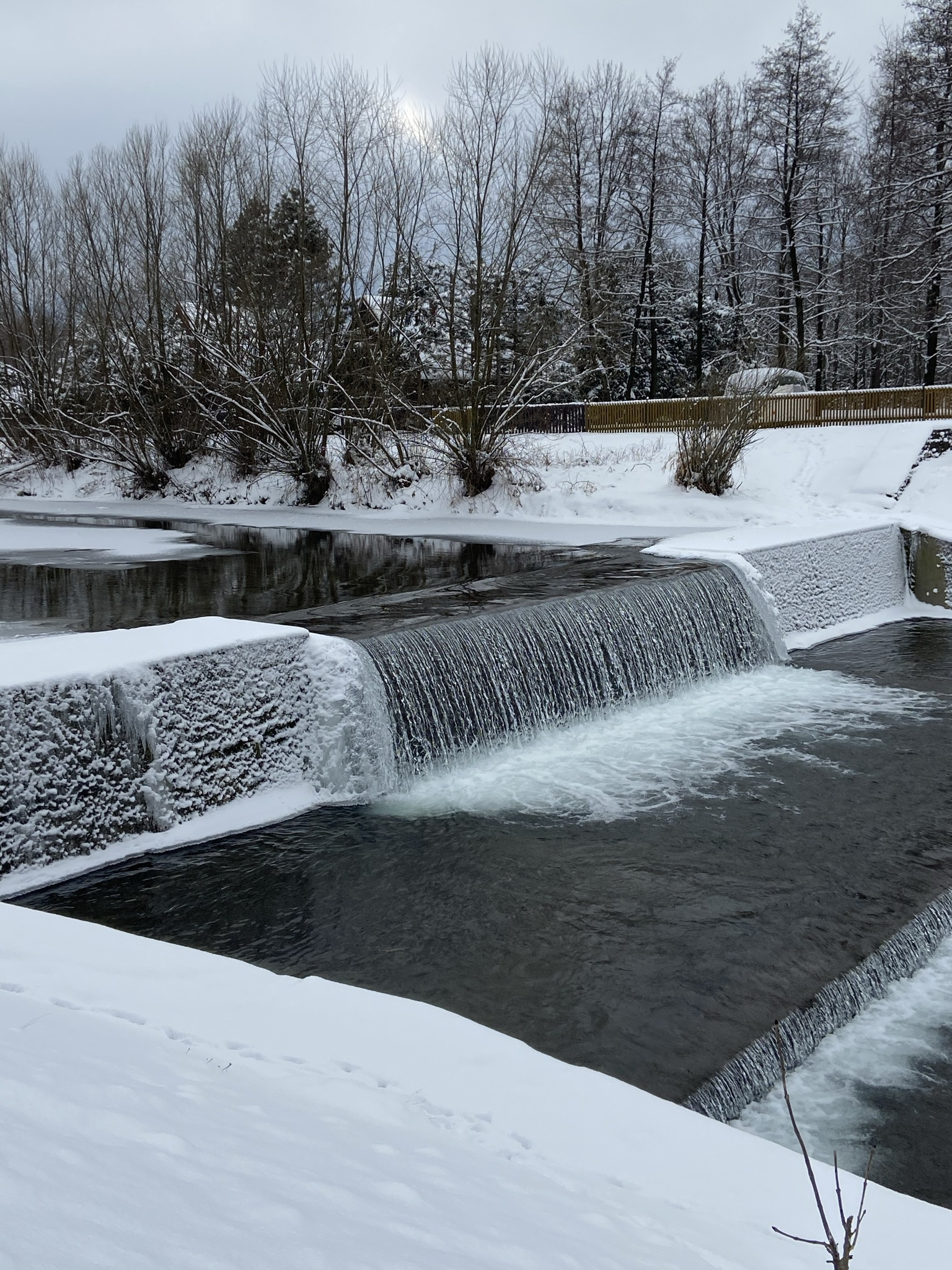
Brennica w Górkach Małych
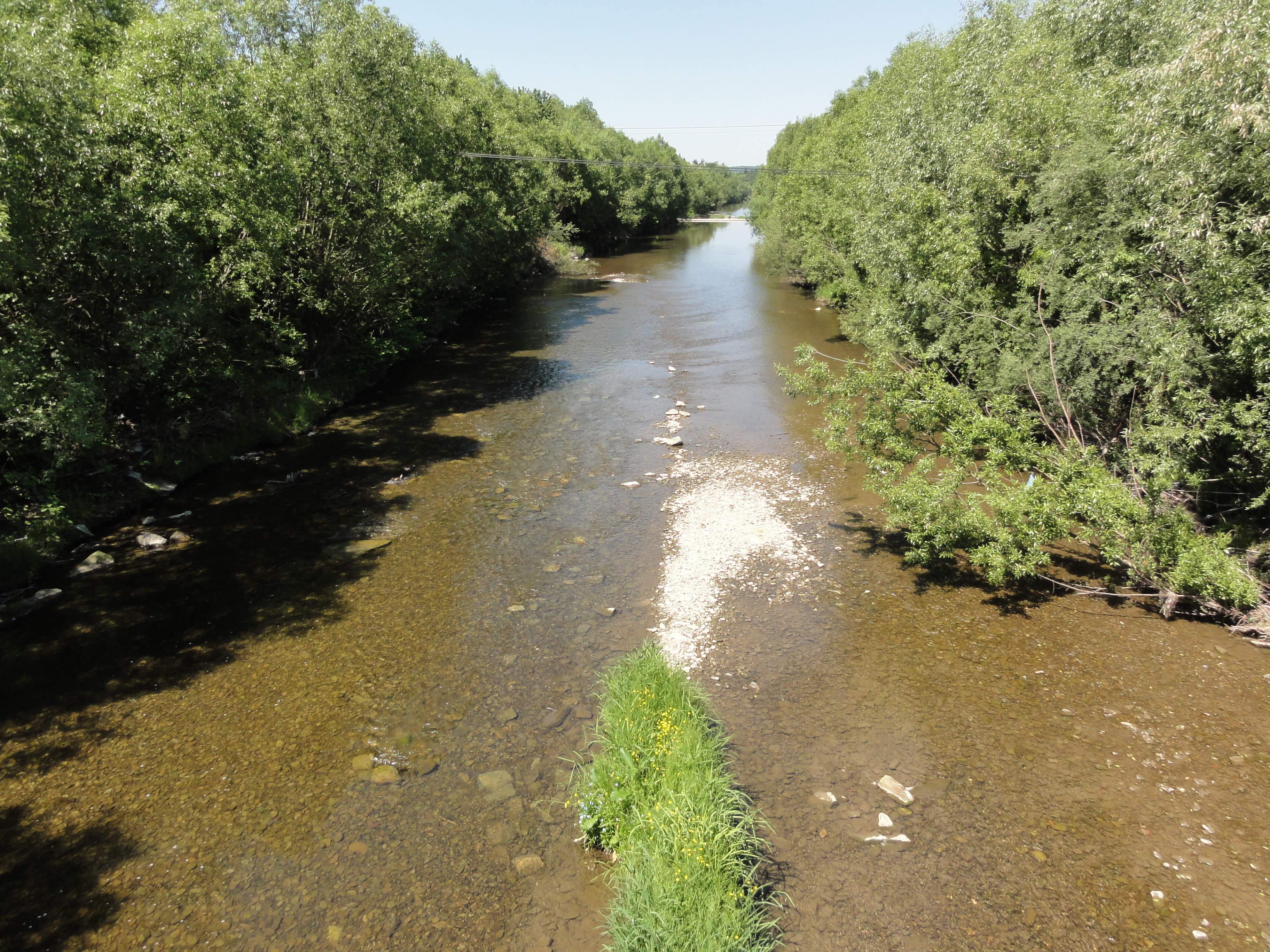
Brennica w Górkach Wielkich